# 해피 투게더 (1997년 영화)
《해피 투게더》(중국어 정체자: 春光乍洩, 광둥어: ceon1 gwong1 za3 sit3 츤궝짜씻, 영어: Happy Together)는 왕가위 감독의 1997년 영화로, 아르헨티나에서 절망적인 상황에 처한 남자간의 사랑에 대한 이야기이다. 장국영과 양조위가 주연을 맡았다. 왕가위 감독은 이 작품으로 1997년 칸 영화제 감독상을 수상했다.

## 영화 정보
- 이 영화의 홍콩 개봉 원제목은 《춘광사설》(春光乍洩)로, '구름 사이로 잠깐 비추는 봄 햇살'을 의미하는 말이다.
- 1997년 제2회 부산국제영화제 아시아영화의 창 섹션에서 《부에노스 아이레스: 해피 투게더》라는 제목으로 상영되었다[1].
- 이 영화의 영어제목 《Happy Together》는 터틀스(The Turtles)의 1967년 히트곡 제목이다. 영화에서는 홍콩 가수 대니 청이 부른다.
- 일본에서는 《부에노스 아이레스》 (ブエノスアイレス)라는 제목으로 개봉되었다.

## 수상 정보
- 1997년 칸 영화제 감독상(왕가위) 수상
- 제17회 홍콩전영금상장 남우주연상(양조위) 수상
- 제34회 대만 금마장영화상 촬영상(두가풍) 수상

## 출연진
- 장국영: 하보영(何寶榮) 역
- 양조위: 여요휘(黎耀輝) 역
- 장진: 장완(張宛) 역

## 제작진
- 제작사: 택동영화사(澤東電影有限公司), 춘광영화(春光映畫), Prenom H Co., Ltd. 외
- 감독: 왕가위
- 각본: 왕가위
- 촬영: 두가풍
- 미술: 장숙평
- 편집: 장숙평, 황명림